# Грейм, Роберт фон
Ро́берт Риттер фон Грейм (нем. Robert Ritter von Greim; 22 июня 1892, Байрейт — 24 мая 1945, Зальцбург) — немецкий лётчик, участник обеих мировых войн, главнокомандующий люфтваффе с 26 апреля по 24 мая 1945 года, генерал-фельдмаршал авиации (26 апреля 1945 года).

## Начало карьеры
Сын офицера полиции. Начал службу в июле 1911 года фаненюнкером (кандидатом в офицеры) в Баварском железнодорожном батальоне. В январе-октябре 1912 года учился в военном училище в Мюнхене. С 29 октября 1912 года субалтерн-офицер 8-го Баварского полевого артиллерийского полка.

## Первая мировая война
Во время Первой мировой войны до августа 1915 года служил в 8-м Баварском артиллерийском полку, с 9 марта 1915 года адъютант 1-го дивизиона. В августе 1915 года направлен на курсы лётчиков-наблюдателей при авиационном батальоне 3b.
С 4 ноября 1915 года летчик-наблюдатель полевого авиационного батальона А 204. С октября 1916 по февраль 1917 года проходил подготовку летчика-истребителя в 1-м Баварском авиационном запасном батальоне в Шляйсхайме. С 22 февраля 1917 года служил в 46-м авиационном батальоне, с 4 апреля 1917 года — в 34-й истребительной эскадрилье. С 19 июня 1917 года — командир 34-й истребительной эскадрильи; одновременно 21 марта — 27 апреля 1918 года командовал 10-й авиагруппой, в апреле-июле 1918 года — авиагруппой «Грейм».
В марте 1918 года Грейм, вероятно, стал первым немецким лётчиком, уничтожившим британский танк.
Всего в Первую мировую войну Грейм одержал 28 воздушных побед. За боевые отличия 14 октября 1918 года награждён орденом «За заслуги» (Pour le Mérite).
12 ноября 1918 года переведен в 8-й Баварский полевой артиллерийский полк, а 30 декабря 1918 года назначен руководителем станции воздушной почты «Мюнхен» (по 14 октября 1919 года).

## Между мировыми войнами
31 марта 1920 года Грейм был уволен с военной службы.
В том же 1920 году, во время капповского путча он познакомился с Гитлером, который был тогда представителем армии по пропаганде, и которого Грейм перевозил на почтовом самолёте в Берлин.
Окончил двухгодичные юридические курсы при Мюнхенском университете, в 1922—1924 годах работал в банке.
В 1924—1927 годах служил военным советником в Китае, где принимал участие в создании авиации Чан Кайши, обучал китайских военных лётчиков в Кантоне.
С января 1927 по март 1934 года руководил авиашколой Германского авиационного союза (DLV) в Вюрцбурге.
1 апреля 1934 года вернулся на военную службу и был назначен командиром авиагруппы «Дёберитц» в составе авиаэскадры «Рихтгофен». С 1 июля 1934 года командир 132-й авиаэскадры «Рихтгофен» и комендант авиабазы «Дёберитц». С 1 апреля 1935 года инспектор истребительной и штурмовой авиации, с 10 февраля 1936 года инспектор средств авиационной безопасности и снаряжения. С 1 июня 1937 года начальник Управления кадров Имперского министерства авиации.
С 31 января 1939 года командир 31-й, с 6 февраля 1939 года — 5-й авиадивизии.

## Вторая мировая война
Участвовал в Польской кампании вермахта, после которой 25 октября 1939 года был назначен командиром V авиакорпуса, с которым в составе 3-го воздушного флота принял участие в Норвежской кампании, кампании на Западе и в «Битве над Англией». В основном корпус состоял из бомбардировщиков.
С июня 1941 года участвовал в военных действиях на советско-германском фронте. С 1 апреля 1942 года назначен начальником Командования ВВС «Восток», созданного на советско-германском фронте на базе VIII и V авиакорпусов. 5 мая 1943 года авиационное командование преобразовано в 6-й воздушный флот, командиром которого стал Грейм. Считался одним из лучших лётчиков и командиров Люфтваффе.

### В осажденном Берлине
24 апреля 1945 года Адольф Гитлер направил Грейму, находившемуся со штабом флота в Мюнхене, телеграмму с приказом прибыть в Имперскую канцелярию для доклада. С большим трудом Грейм и пилот Ханна Райч прорвались в Берлин. Утром 25 апреля они прибыли в Рёхлин, планируя воспользоваться самолётом. Из-за его повреждения Грейм был вынужден воспользоваться самолётом «Фокке-Вульф-190». В сопровождении истребителей прикрытия самолёт проскочил на бреющем полёте позиции советских войск и сел на аэродроме Гатов. Отсюда Грейм и Райч вылетели в центральный район Берлина на легком самолёте «Физелер-Шторьх». Над Тиргартеном они были обстреляны советскими зенитками, и Грейм получил ранение в ногу. Райч взяла управление на себя и посадила самолёт на автомагистраль близ Имперской канцелярии.
Утром 26 апреля, приняв Грейма, Гитлер сообщил ему об отстранении Геринга со всех должностей (рейхсминистр Имперского министерства авиации, рейхсмаршал (19 июля 1940) и др.) и немедленно назначил Грейма главнокомандующим Люфтваффе (он был последний, кому было присвоено звание генерал-фельдмаршала).

### Бегство из Берлина и смерть
В соответствии с приказом Гитлера, 30 апреля раненый Грейм вместе с Райч вылетел в Плён (близ Киля), в ставку преемника фюрера гросс-адмирала Дёница, взлетев с взлётно-посадочной полосы Тиргартен на небольшом самолёте Arado Ar 96. Солдаты советской 3-й ударной армии, штурмовавшие тот район и наблюдавшие этот взлёт, опасались, что возможно они только что видели побег Гитлера. Фактически Грейм уже не мог осуществлять полноценное руководство Люфтваффе: отдельные части действовали на своих участках фронта в основном самостоятельно, без консультаций с центральным командованием.
9 мая 1945 Грейм и Райч сдались американским военным властям в Кицбюэле. Грейм находился под следствием до 23 мая (в этот день американцами было низложено и арестовано Фленсбургское правительство Карла Дёница), после чего был доставлен в Зальцбург. По программе обмена пленными, он подлежал передаче советской стороне. Узнав об этом, в ночь на 24 мая в тюремном лазарете Грейм покончил жизнь самоубийством, отравившись капсулой с ядом, переданной ему Гитлером через Райч, когда они находились в бункере Имперской канцелярии. Перед смертью он сказал: «Я — главнокомандующий люфтваффе, но у меня больше нет люфтваффе».

## Звания
- фенрих — 7.1.1912;
- лейтенант — 25.10.1913;
- обер-лейтенант — 17.1.1917;
- капитан — 15.2.1921;
- майор — 1.1.1934;
- подполковник — 1.9.1935;
- полковник — 20.4.1936;
- генерал-майор — 1.2.1938;
- генерал-лейтенант — 1.1.1940;
- генерал авиации — 19 июля 1940;
- генерал-полковник — 16.2.1943;
- генерал-фельдмаршал — 26.4.1945

## Награды
- Железный крест 2-го класса (26 ноября 1914) (Королевство Пруссия)
- Орден «За военные заслуги» 4-го класса с мечами (апрель 1915) (Королевство Бавария)
- Железный крест 1-го класса (10 октября 1915) (Королевство Пруссия)
- Орден «За военные заслуги» 4-го класса с мечами и короной (18 мая 1917) (Королевство Бавария)
- Королевский орден Дома Гогенцоллернов рыцарский крест с мечами (29 апреля 1918) (Королевство Пруссия)
- Pour le Mérite (14 октября 1918) (Королевство Пруссия)
- Военный орден Максимилиана Иосифа рыцарский крест (23 октября 1918) (Королевство Бавария)
- Знак военного летчика (Королевство Бавария)
- Знак наблюдателя (Королевство Бавария)
- Почётный крест Первой мировой войны 1914/1918 с мечами
- Медаль «За выслугу лет в вермахте» 4-го и 3-го класса
- Пряжка к Железному кресту 2-го и 1-го класса
- Рыцарский крест Железного креста с дубовыми листьями и мечами
  - рыцарский крест (24 июня 1940)
  - дубовые листья (№ 216) (2 марта 1943)
  - мечи (№ 92) (28 августа 1944)
- Упоминание в Вермахтберихт (20 июня 1940; 22 ноября 1941; 19 января 1942; 3 сентября 1943; 9 сентября 1944; 31 октября 1944)
- Золотой партийный знак НСДАП (30 января 1945)
- Знак «Лётчик-наблюдатель» в золоте с бриллиантами